# Brunfelsia brasiliensis
Brunfelsia brasiliensis är en potatisväxtart. Brunfelsia brasiliensis ingår i släktet Brunfelsia och familjen potatisväxter.

## Underarter
Arten delas in i följande underarter:
- B. b. brasiliensis
- B. b. macrocalyx

## Bildgalleri

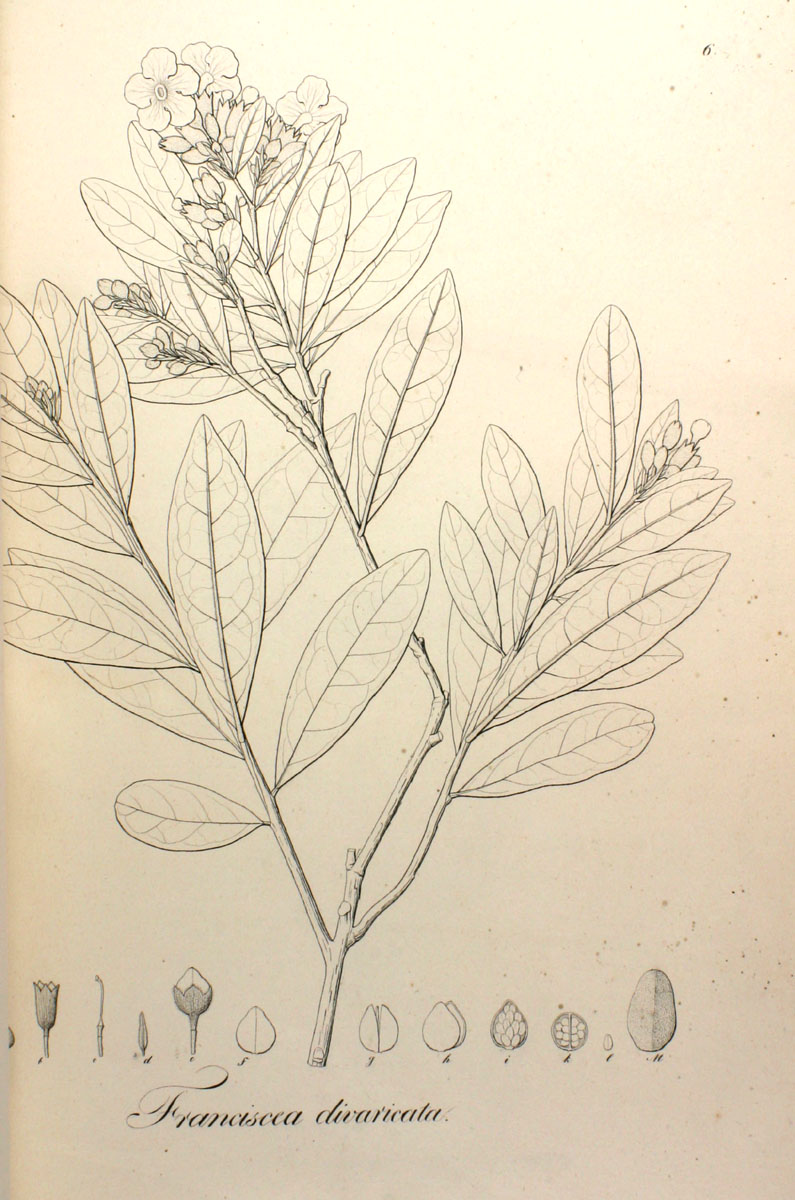
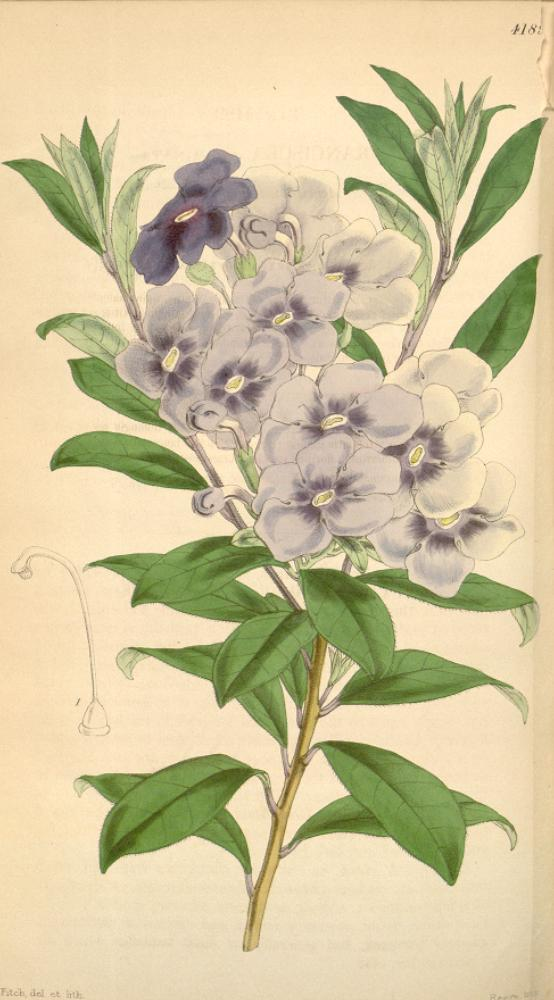
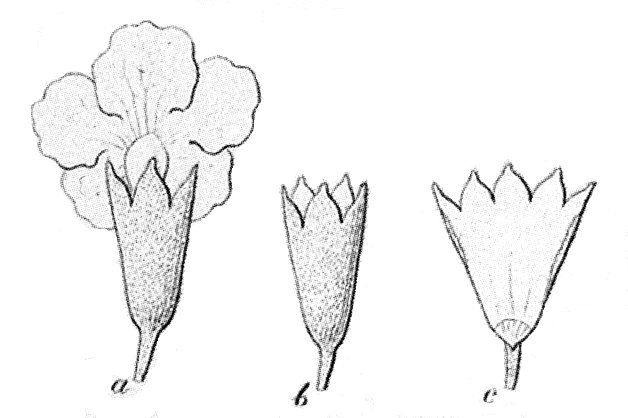
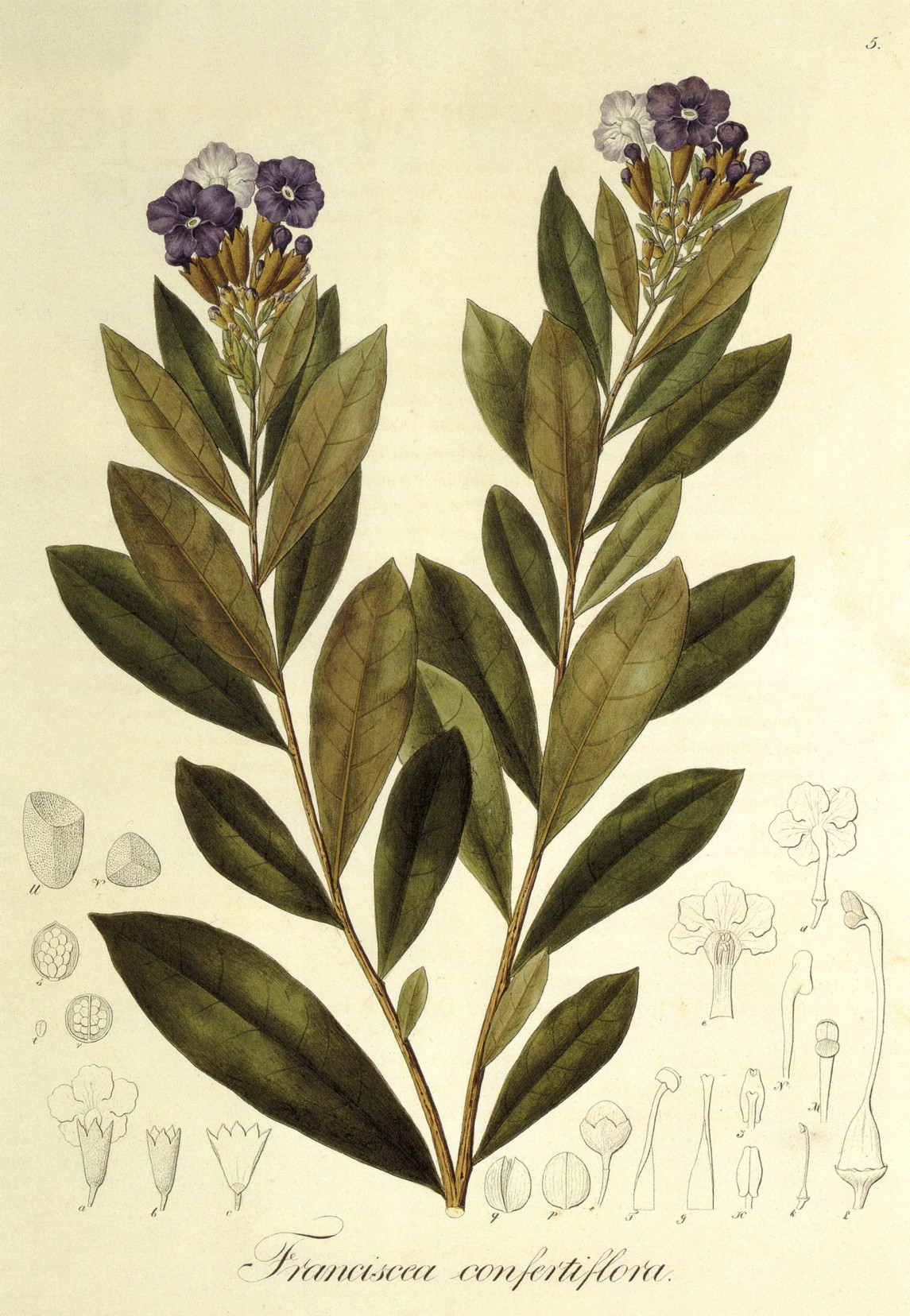
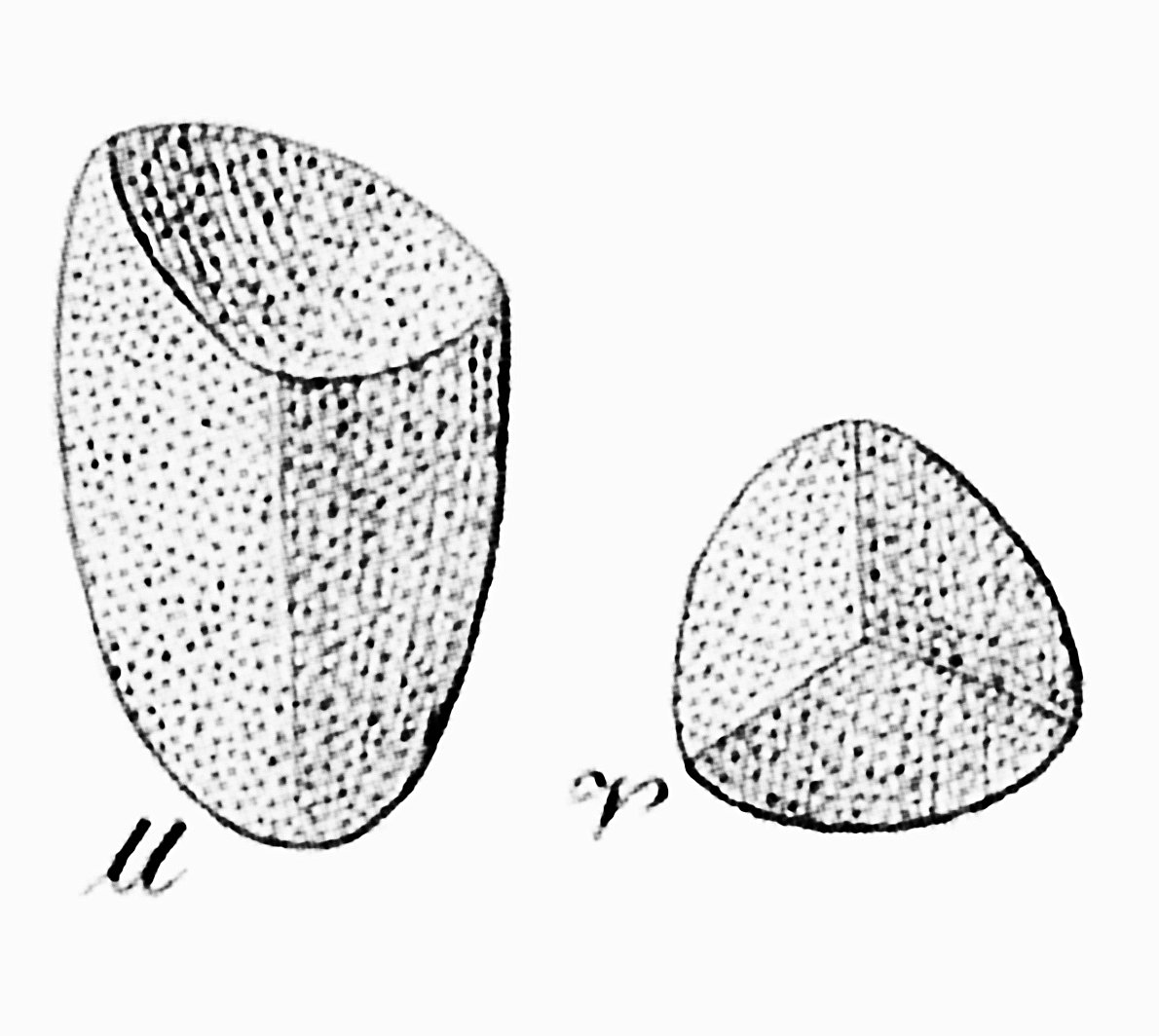